# WTCC i Belgien 2010
FIA WTCC Monroe Race of Belgium 2010 var den fjärde tävlingshelgen under den sjätte säsongen av FIA:s världsmästerskap i standardvagnsracing, World Touring Car Championship. Deltävlingarna kördes den 20 juni på Circuit Zolder och det var den första gången sedan 2005, då man körde på Circuit de Spa-Francorchamps, som World Touring Car Championship var i Belgien. FIA Formula Two Championship, och även andra klasser, kördes som supportrace till WTCC.

## Inför
Yvan Muller kom till banan som ledare i mästerskapet. Gabriele Tarquini och Robert Huff låg delad tvåa. Som gästförare denna tävling kom hemmaförarna Vincent Radermecker och Pierre-Yves Corthals. Radermecker körde en Chevrolet Cruze som Chevrolet WTCC lånat från det svenska STCC-teamet Chevrolet Motorsport Sweden. Det var samma bil som Leonel Pernía körde i Italien och Viktor Hallrup kör i Swedish Touring Car Championship. Corthals, som tävlade i WTCC mellan 2006 och 2008, körde en SEAT León 2.0 TFSI för Exagon Engineering.

## Kvalet
I Q1 var Alain Menu snabbast. Under Q2 ställde vädret till det och förarna han bara köra ett flygande varv var. Gabriele Tarquini var den som var snabbast och mästerskapsledaren Yvan Muller kvalade in som fyra. I Yokohama Independents' Trophy var Pierre-Yves Corthals snabbast på en total trettondeplats, följd av Darryl O'Young.
| P. | Nr | Förare               | Bilmärke           | Team                        | Klass | Tid Q1   | Tid Q2   | Avstånd Q2 |
| -- | -- | -------------------- | ------------------ | --------------------------- | ----- | -------- | -------- | ---------- |
| 1  | 1  | Gabriele Tarquini    | SEAT León 2.0 TDi  | SR-Sport                    | M     | 1:38,999 | 1:38,265 | +0,000     |
| 2  | 4  | Jordi Gené           | SEAT León 2.0 TDi  | SR-Sport                    | M     | 1:39,061 | 1:38,430 | +0,165     |
| 3  | 8  | Alain Menu           | Chevrolet Cruze LT | Chevrolet WTCC              | M     | 1:38,840 | 1:38,494 | +0,229     |
| 4  | 6  | Yvan Muller          | Chevrolet Cruze LT | Chevrolet WTCC              | M     | 1:39,037 | 1:38,584 | +0,319     |
| 5  | 7  | Robert Huff          | Chevrolet Cruze LT | Chevrolet WTCC              | M     | 1:39,187 | 1:38,779 | +0,514     |
| 6  | 5  | Norbert Michelisz    | SEAT León 2.0 TDi  | Zengõ-Denison Motorsport    | M RC  | 1:39,072 | 1:39,072 | +0,807     |
| 7  | 18 | Fredy Barth          | SEAT León 2.0 TDi  | SEAT Swiss Racing by SUNRED | M RC  | 1:39,151 | 1:39,173 | +0,908     |
| 8  | 3  | Tiago Monteiro       | SEAT León 2.0 TDi  | SR-Sport                    | M     | 1:38,875 | 1:39,255 | +0,990     |
| 9  | 11 | Andy Priaulx         | BMW 320si          | BMW Team RBM                | M     | 1:39,030 | 1:42,856 | +4,591     |
| 10 | 10 | Augusto Farfus       | BMW 320si          | BMW Team RBM                | M     | 1:39,112 | 1:52,493 | +14,228    |
| 11 | 2  | Tom Coronel          | SEAT León 2.0 TDi  | SR-Sport                    | M     | 1:39,456 |          |            |
| 12 | 17 | Michel Nykjær        | SEAT León 2.0 TDi  | SUNRED Engineering          | M RC  | 1:39,472 |          |            |
| 13 | 27 | Pierre-Yves Corthals | SEAT León 2.0 TFSI | Exagon Engineering          | IT    | 1:39,610 |          |            |
| 14 | 20 | Darryl O'Young       | Chevrolet Lacetti  | bamboo-engineering          | IT RC | 1:39,824 |          |            |
| 15 | 24 | Kristian Poulsen     | BMW 320si          | Poulsen Motorsport          | IT    | 1:39,863 |          |            |
| 16 | 35 | Vincent Radermecker  | Chevrolet Cruze LT | Chevrolet WTCC              | M     | 1:40,003 |          |            |
| 17 | 15 | Franz Engstler       | BMW 320si          | Liqui Moly Team Engstler    | IT    | 1:40,058 |          |            |
| 18 | 25 | Sergio Hernández     | BMW 320si          | Scuderia Proteam Motorsport | IT    | 1:40,278 |          |            |
| 19 | 26 | Stefano D'Aste       | BMW 320si          | Scuderia Proteam Motorsport | IT    | 1:40,287 |          |            |
| 20 | 19 | Harry Vaulkhard      | Chevrolet Lacetti  | bamboo-engineering          | IT RC | 1:40,395 |          |            |
| 21 | 21 | Mehdi Bennani        | BMW 320si          | Wiechers-Sport              | IT RC | 1:40,738 |          |            |
| 22 | 16 | Andrei Romanov       | BMW 320si          | Liqui Moly Team Engstler    | IT    | 1:42,934 |          |            |

## Race 1
Efter kvalet hade Andrei Romanov bytt motor och därför fått en tioplatsers nedflyttning på startgriden. Detta spelade dock ingen roll, då han ändå hade kvalat in på sista plats. Mehdi Bennani fick en femplatsers nedflyttning för att ha genat över en chikan på sitt snabbaste varv i kvalet. Inte heller detta spelade någon roll, då han ändå hade kvalat in på näst sista plats.
I den rullande starten var Jordi Gené väldigt nära att köra om Gabriele Tarquini innan de gröna lamporna visats. Detta skapade vissa diskussioner hos domarna, men det ledde inte till några bestraffningar, då Gené var några få centimeter bakom Tarquini. Gené hade på grund av sin tidiga start fått upp högre hastighet än Tarquini och kunde passera mellan Earste och Sterrewachtbocht (första och andra kurvan). Yvan Muller passerade Alain Menu upp till tredje plats. Senare under första varvet skedde en sammanstötning mellan Darryl O'Young och Michel Nykjær. O'Young hamnade i sandfollan, innan han kunde fortsätta, medan Nykjær snurrade av banan.
I Earste, på tredje varvet, fick sig Sergio Hernández en liten knuff, av Mehdi Bennani, och tappade två placeringar. Fredy Barth försökte komma om Andy Priaulx på utsidan, men försöket misslyckades.
På det femte varvet var Yvan Muller helt ikapp Tarquini, med på grund av SEAT:ens vridmoment ut på raksträckorna lyckades han inte sätta in någon attack. 
På grund av sammanstötningen på första varvet, var Darryl O'Young väldigt nära att bli varvad. Han lyckades ändå, med bra varvtider, hålla sig före Gené i fyra varv. Andy Priaulx passerade Tom Coronel, samtidigt som Fredy Barth tappande ned till tionde plats på det sjunde varvet.
Franz Engstler var tvungen att gå in i depån på det nionde varvet. Hans bil rullades in i garaget och tävlingen tog slut för hans del. 
På näst sista varvet pressade Coronel hårt på Augusto Farfus, men lyckades inte komma om.
På det sista varvet åkte Sergio Hernández av banan i kamp med Pierre-Yves Corthals. Han tog sig snabbt upp på banan igen och fick en lätt stöt av Mehdi Bennani. Jordi Gené gick i mål först, före Gabriele Tarquini och Yvan Muller. Kristian Poulsen vann i privatförarcupen efter att ha tagit sig förbi Corthals. 
Senare kom beskedet att Jordi Gené blivit diskvalificerad för att inte ha klarat den tekniska kontrollen efter racet på grund av en felaktig turbo, därför ärvde Tarquini förstaplatsen och Alain Menu tog tredjeplatsen.
| P. | Nr | Av. | Förare               | Bilmärke           | Team                        | Klass | Tid           | Poäng | Poäng IT | Poäng RC |
| -- | -- | --- | -------------------- | ------------------ | --------------------------- | ----- | ------------- | ----- | -------- | -------- |
| 1  | 1  | →   | Gabriele Tarquini    | SEAT León 2.0 TDi  | SR-Sport                    | M     | 21:54,209     | 25    |          |          |
| 2  | 6  | ↑2  | Yvan Muller          | Chevrolet Cruze LT | Chevrolet WTCC              | M     | +2,629        | 18    |          |          |
| 3  | 8  | →   | Alain Menu           | Chevrolet Cruze LT | Chevrolet WTCC              | M     | +3,056        | 15    |          |          |
| 4  | 3  | ↑4  | Tiago Monteiro       | SEAT León 2.0 TDi  | SR-Sport                    | M     | +3,559        | 12    |          |          |
| 5  | 7  | →   | Robert Huff          | Chevrolet Cruze LT | Chevrolet WTCC              | M     | +3,866        | 10    |          |          |
| 6  | 5  | →   | Norbert Michelisz    | SEAT León 2.0 TDi  | Zengõ-Denison Motorsport    | M RC  | +4,192        | 8     |          | 10       |
| 7  | 11 | ↑1  | Andy Priaulx         | BMW 320si          | BMW Team RBM                | M     | +4,827        | 6     |          |          |
| 8  | 2  | ↑3  | Tom Coronel          | SEAT León 2.0 TDi  | SR-Sport                    | M     | +9,295        | 4     |          |          |
| 9  | 10 | ↑1  | Augusto Farfus       | BMW 320si          | BMW Team RBM                | M     | +9,453        | 2     |          |          |
| 10 | 18 | ↓3  | Fredy Barth          | SEAT León 2.0 TDi  | SEAT Swiss Racing by SUNRED | M RC  | +9,655        | 1     |          | 8        |
| 11 | 24 | ↑4  | Kristian Poulsen     | BMW 320si          | Poulsen Motorsport          | IT    | +13,375       |       | 10       |          |
| 12 | 17 | ↑1  | Pierre-Yves Corthals | SEAT León 2.0 TFSI | Exagon Engineering          | IT    | +15,400       |       | 9        |          |
| 13 | 25 | ↑5  | Sergio Hernández     | BMW 320si          | Scuderia Proteam Motorsport | IT    | +17,611       |       | 6        |          |
| 14 | 21 | ↑7  | Mehdi Bennani        | BMW 320si          | Wiechers-Sport              | IT RC | +18,240       |       | 5        | 6        |
| 15 | 19 | ↑5  | Harry Vaulkhard      | Chevrolet Lacetti  | bamboo-engineering          | IT RC | +19,423       |       | 4        | 5        |
| 16 | 26 | ↓1  | Stefano D'Aste       | BMW 320si          | Scuderia Proteam Motorsport | IT    | +20,491       |       | 3        |          |
| 17 | 35 | ↓1  | Vincent Radermecker  | Chevrolet Cruze LT | Chevrolet WTCC              | M     | +20,877       |       |          |          |
| 18 | 17 | ↓6  | Michel Nykjær        | SEAT León 2.0 TDi  | SUNRED Engineering          | M RC  | +26,489       |       |          | 4        |
| 19 | 16 | ↑3  | Andrei Romanov       | BMW 320si          | Liqui Moly Team Engstler    | IT    | +54,042       |       | 2        |          |
| 20 | 20 | ↓6  | Darryl O'Young       | Chevrolet Lacetti  | bamboo-engineering          | IT RC | +1 varv       |       | 2        | 3        |
| -  | 15 | ↓4  | Franz Engstler       | BMW 320si          | Liqui Moly Team Engstler    | IT    | Bröt (varv 9) |       |          |          |
| -  | 4  | ↓21 | Jordi Gené           | SEAT León 2.0 TDi  | SR-Sport                    | M     | Utesluten     |       |          |          |

| Ikon | Deltar i                      | Betydelse                |
| ---- | ----------------------------- | ------------------------ |
| M    | Manufacturers' Championship   | Konstruktörsmästerskapet |
| IT   | Yokohama Independents' Trophy | Privatförarmästerskapet  |
| RC   | WTCC Rookie Challenge         | Rookiemästerskapet       |

## Race 2
När det endast återstod femton minuter till formationsvarvet, stod Jordi Genés bil kvar i depån. Flera mekaniker grejade med bilen och till slut kom den ut på banan, bara några sekunder innan gränsen på tio minuter passerades. Golvet hade man dock inte hunnit sätta fast, så en mekaniker fick springa ut med det till startgriden.
När formationsvarvet påbörjades, rullade Gené långsamt och lade sig sist i fältet. Fortfarande var något fel och han var tvungen att svänga in i depån innan starten.
När starten gick stod Norbert Michelisz, Tom Coronel och Pierre-Yves Corthals kvar på griden en stund innan de kom iväg. Det var dock värst för Michelisz som startade tvåa. Andy Priaulx behöll sin ledning, efter att ha startat i pole position. Tiago Monteiro kom på utsidan av Robert Huff ned mot Terlamenbocht och kunde därför inte komma om. Huff var sedan tvungen att försvara sig på start/målrakan.
På det tredje varvet var Mehdi Bennani lite utanför banan och på det fjärde hade Kristian Poulsen en kamp mot Fredy Barth. Efter att Barth fått en liten knuff, vann Poulsen den kampen. På samma varv tappade Harry Vaulkhard sitt vänsterframdäck efter Butte. Däcket studsade iväg och Vaulkhard åkte rakt fram i sandfållan. 
Fredy Barth var av lite i Earste på det sjätte varvet och på det sjunde studsade hans teamkamrat, Michel Nykjær, över en chikan, snurrade, fick en punktering och rullade tillbaka in i depån.
På varv 8-9 försökte Kristian Poulsen köra om Sergio Hernández, men istället tappade han en plats till Tom Coronel.
I slutet av varv 11/början på varv 12 hamnade Augusto Farfus på utsidan av Gabriele Tarquini. Tarquini trängde ut Farfus en bit utanför banan, så att Norbert Michelisz kunde ta sig förbi Farfus. Senare under samma varv genade Stefano D'Aste lite över sanden.
Andy Priaulx höll sin ledning från start till mål och vann före Robert Huff och Tiago Monteiro. När de första bilarna började gå i mål, kraschade Mehdi Bennani i kamp med Darryl O'Young. Bennani blev klassificerad som sista man i mål, placeringen bakom Fredy Barth som tog en väldigt lång utflykt på en gräsmatta på sista varvet.
I Yokohama Independents' Trophy vann Sergio Hernández före Kristian Poulsen och Darryl O'Young.
| P. | Nr | Av. | Förare               | Bilmärke           | Team                        | Klass | Tid                 | Poäng | Poäng IT | Poäng RC |
| -- | -- | --- | -------------------- | ------------------ | --------------------------- | ----- | ------------------- | ----- | -------- | -------- |
| 1  | 11 | →   | Andy Priaulx         | BMW 320si          | BMW Team RBM                | M     | 21:52.091           | 25    |          |          |
| 2  | 7  | ↑1  | Robert Huff          | Chevrolet Cruze LT | Chevrolet WTCC              | M     | +1,049              | 18    |          |          |
| 3  | 3  | ↑1  | Tiago Monteiro       | SEAT León 2.0 TDi  | SR-Sport                    | M     | +1,754              | 15    |          |          |
| 4  | 8  | ↑1  | Alain Menu           | Chevrolet Cruze LT | Chevrolet WTCC              | M     | +2,298              | 12    |          |          |
| 5  | 6  | ↑1  | Yvan Muller          | Chevrolet Cruze LT | Chevrolet WTCC              | M     | +4,784              | 10    |          |          |
| 6  | 1  | ↑1  | Gabriele Tarquini    | SEAT León 2.0 TDi  | SR-Sport                    | M     | +5,788              | 8     |          |          |
| 7  | 5  | ↓5  | Norbert Michelisz    | SEAT León 2.0 TDi  | Zengõ-Denison Motorsport    | M RC  | +6,283              | 6     |          | 10       |
| 8  | 10 | ↑2  | Augusto Farfus       | BMW 320si          | BMW Team RBM                | M     | +6,663              | 4     |          |          |
| 9  | 25 | ↑5  | Sergio Hernández     | BMW 320si          | Scuderia Proteam Motorsport | IT    | +13,491             | 2     | 13       |          |
| 10 | 2  | ↓2  | Tom Coronel          | SEAT León 2.0 TDi  | SR-Sport                    | M     | +14,810             | 1     |          |          |
| 11 | 24 | ↑1  | Kristian Poulsen     | BMW 320si          | Poulsen Motorsport          | IT    | +15,063             |       | 8        |          |
| 12 | 20 | ↑9  | Darryl O'Young       | Chevrolet Lacetti  | bamboo-engineering          | IT RC | +18,227             |       | 6        | 8        |
| 13 | 26 | ↑4  | Stefano D'Aste       | BMW 320si          | Scuderia Proteam Motorsport | IT    | +18,876             |       | 5        |          |
| 14 | 35 | ↑4  | Vincent Radermecker  | Chevrolet Cruze LT | Chevrolet WTCC              | M     | +20,678             |       |          |          |
| 15 | 17 | ↓2  | Pierre-Yves Corthals | SEAT León 2.0 TFSI | Exagon Engineering          | IT    | +23,936             |       | 4        |          |
| 16 | 15 | ↑6  | Franz Engstler       | BMW 320si          | Liqui Moly Team Engstler    | IT    | +24,353             |       | 3        |          |
| 17 | 16 | ↑3  | Andrei Romanov       | BMW 320si          | Liqui Moly Team Engstler    | IT    | +55,610             |       | 2        |          |
| 18 | 18 | ↓7  | Fredy Barth          | SEAT León 2.0 TDi  | SEAT Swiss Racing by SUNRED | M RC  | +57,511             |       |          | 6        |
| 19 | 21 | ↓4  | Mehdi Bennani        | BMW 320si          | Wiechers-Sport              | IT RC | +1 varv             |       | 1        | 5        |
| -  | 17 | ↓1  | Michel Nykjær        | SEAT León 2.0 TDi  | SUNRED Engineering          | M RC  | Punktering (varv 8) |       |          |          |
| -  | 19 | ↓5  | Harry Vaulkhard      | Chevrolet Lacetti  | bamboo-engineering          | IT RC | Avåkning (varv 3)   |       |          |          |
| -  | 4  | ↓14 | Jordi Gené           | SEAT León 2.0 TDi  | SR-Sport                    | M     | Startade ej         |       |          |          |

| Ikon | Deltar i                      | Betydelse                |
| ---- | ----------------------------- | ------------------------ |
| M    | Manufacturers' Championship   | Konstruktörsmästerskapet |
| IT   | Yokohama Independents' Trophy | Privatförarmästerskapet  |
| RC   | WTCC Rookie Challenge         | Rookiemästerskapet       |

## Efter
Det var först efter tävlingarna som Jordi Gené diskvalificerades i race 1. Yvan Muller åkte från Circuit Zolder som ledare i mästerskapet, nitton poäng före Gabriele Tarquini och 23 före Andy Priaulx. I konstruktörsmästerskapet ledde Chevrolet före SEAT Customers Technology och BMW. Sergio Hernández behöll ledningen i Yokohama Independents' Trophy, medan Norbert Michelisz tog över ledningen från Fredy Barth i WTCC Rookie Challenge.